# Campionat britànic de motocròs 1972
La temporada de 1972 del Campionat britànic de motocròs fou la 21a edició d'aquest campionat, organitzat per l'ACU.

## Classificació final

### 500cc
| Posició | Pilot           | Motocicleta | Punts |
| ------- | --------------- | ----------- | ----- |
| 1       | Bryan Wade      | Husqvarna   | 47    |
| 2       | Andy Roberton   | Husqvarna   | 45    |
| 3       | John Banks      | ČZ          | 41    |
| 4       | Rob Taylor      | Maico       | 27    |
| 5       | Vic Eastwood    | AJS         | 18    |
| 6       | Malcolm Davis   | Bultaco     | 15    |
| 7       | Dick Clayton    | Greeves     | 12    |
| 8       | Bryan Goss      | Maico       | 7     |
| 9       | Chris Horsfield | ČZ          | 7     |
| 10      | Vic Allan       | BSA         | 6     |

### 250cc
| Posició | Pilot           | Motocicleta | Punts |
| ------- | --------------- | ----------- | ----- |
| 1       | Andy Roberton   | Husqvarna   | 48    |
| 2       | Vic Allan       | Bultaco     | 41    |
| 3       | Bryan Wade      | Husqvarna   | 39    |
| 4       | Malcolm Davis   | Bultaco     | 25    |
| 5       | Vic Eastwood    | AJS         | 17    |
| 6       | Jim Aird        | Maico       | 16    |
| 7       | Dick Clayton    | Greeves     | 15    |
| 8       | Rob Taylor      | Maico       | 11    |
| 9       | Arthur Browning | Bultaco     | 10    |
| 10      | Mick Jones      | Husqvarna   | 6     |